# Gonytrichum macrocladum
Gonytrichum macrocladum är en svampart som först beskrevs av Pier Andrea Saccardo, och fick sitt nu gällande namn av S. Hughes 1952. Gonytrichum macrocladum ingår i släktet Gonytrichum och familjen Chaetosphaeriaceae.   Inga underarter finns listade i Catalogue of Life.